# ماري من شامبانيا
ماري من شامبانيا (بالفرنسية: Marie de Champagne)‏ (حوالي. 1174 - 9 أغسطس 1204) كانت إمبراطورة القرينة بزواجها من بالدوين الأول، هي أبنة هنري الأول، كونت شامبانيا وماري من فرنسا أبنة الكبرى لـ لويس السابع ملك فرنسا وإليانور دي آكيتاين.

## الأبناء
تزوجت من بالدوين في 6 يناير 1186، وفضلا عن الإمبراطورية اللاتينية كانت أيضا كونتيسة فلاندرز وهينو؛ وأنجبت له أبنتين:-
- جوان، كونتيسة فلاندرز (1200/1199 - 5 ديسمبر 1244).
- مارغريت الثانية، كونتيسة فلاندرز (2 يونيو 1202 - 10 فبراير 1280).